# LOGOS International
LOGOS International e.V. war ein christliches Missionswerk und Hilfswerk. Nach der Fusion mit dem Missionswerk ICW im Jahr 2009 wird das Werk unter dem Namen  To All Nations e.V. (Bornheim (Rheinland)) weitergeführt.

## Geschichte
LOGOS International wurde 1986 von dem Theologen Johannes Reimer gegründet. Unter seiner Leitung begann die Arbeit der Missionsgesellschaft hinter dem Eisernen Vorhang. Nach der veränderten politischen Situation durch die Öffnung der Grenzen der Sowjetunion im Jahr 1989 gründete LOGOS im südrussischen Beloretschensk eine Bibelschule. 1992 übersiedelte diese nach Sankt Petersburg, wo sie den neuen Namen Christliche Universität St. Petersburg (SPCU) erhielt.
LOGOS International war Mitglied der Arbeitsgemeinschaft Evangelikaler Missionen (AEM) und des Bundes Taufgesinnter Gemeinden (BTG)
1997 wurde unter dem Dach des Missionswerkes das LOGOS Hilfswerk e.V. gegründet.
2009 fusionierte das Missionswerk LOGOS International e.V. mit dem Missionswerk ICW e.V. Die beiden Missionswerke werden nun unter dem neuen Namen To All Nations e.V. geführt. Auch To All Nations e.V. ist Mitglied der genannten AEM.
Das Projekt Kinderarche St. Petersburg wurde durch die Stiftung Kinderarche verselbständigt.

## Organisation
Als Mitgliedswerk der AEM ist LOGOS International als Träger für das Freiwillige Soziale Jahr im In- und Ausland anerkannt. Geleitet wird LOGOS International von einem exekutiven Vorstand, dem der Vollzeit-Geschäftsführer, Andrej Rempel, unterstellt ist. Mit über 60 hauptamtlichen Missionaren und Mitarbeitern arbeitet der Verein zurzeit in insgesamt 13 Ländern: Deutschland, USA, Portugal, Ukraine, Belarus, Russland, Rumänien, Kirgisistan, Israel, Paraguay, Thailand, Türkei und Mongolei.
LOGOS International ist finanziell unabhängig und wird von freiwilligen Spenden einzelner Freunde und Kirchengemeinden getragen.

## Weblink
- Website To All Nations